# Janko Kobentar
Janko Kobentar, slovenski smučarski tekač, * 1. april 1940, Hrušica, Novo mesto.
Kobentar je za Jugoslavijo nastopil na Zimskih olimpijskih igrah 1964 v Innsbrucku, kjer je nastopil v teku na 15 in 30 km ter v štafeti 4 x 10 km.  